# Lijst van burgemeesters van Eijsden-Margraten
Dit is een lijst van burgemeesters van de Nederlandse gemeente Eijsden-Margraten in de provincie Limburg. Op 1 januari 2011 werden de gemeenten Eijsden en Margraten samengevoegd tot de nieuwe gemeente Eijsden-Margraten.
| Ambtsperiode | Naam burgemeester            | Partij of stroming | Bijzonderheden                  |
| ------------ | ---------------------------- | ------------------ | ------------------------------- |
| 2011         | J.H.M. (Jean) Bronckers      | CDA                | waarnemend                      |
| 2011 - 2021  | D.A.M. (Dieudonné) Akkermans | CDA                | Opgestapt wegens affaire Vrehen |
| 2021 - 2023  | G.J.M. (Sjraar) Cox          | PvdA               | waarnemend                      |
| 2023 - heden | A.P. (Alain) Crijnen         | partijloos         |                                 |